# 6ﾟ接觸
《6ﾟ接觸》（英語：Six Degrees）是一部美國電視劇，2006年9月21日開始在美國廣播公司播放。